# Brithenig
O Brithenig é uma língua inventada, ou construída. Foi criada como passatempo, em 1996, por Andrew Smith da Nova Zelândia, que também inventou a história alternativa de Ill Bethisad para "explicá-la".
O Brithenig não foi inventado para ser usado no mundo real, como o Esperanto, nem para proporcionar detalhes a uma obra de ficção, como as línguas élficas de J.R.R. Tolkien ou o Klingon dos episódios de Jornada nas Estrelas. Na verdade, o Brithenig começou como um experimento mental para criar uma língua românica que poderia ter-se desenvolvido caso o Latim tivesse deslocado as antigas línguas célticas como idiomas falados pelo povo da Grã-Bretanha (ver: Romania submersa). 
O resultado é uma língua irmã do Português, do Francês, do Espanhol e do Italiano; trata-se, porém, de uma criação em tubo de ensaio, que difere desses idiomas por ter sofrido mutações fonéticas semelhantes às que afetaram o Galês, e por ter adquirido palavras do antigo Céltico e do Inglês através de sua pseudo-história.
O Brithenig é respeitado na comunidade dos construtores de línguas, sendo o exemplo mais conhecido do gênero língua construída. É a primeira língua construída conhecida que extrapola uma língua conhecida de nosso mundo por meio de uma evolução alternativa, e portanto pode ser considerada a "avó" do gênero. 
Há outros esforços semelhantes para extrapolar as línguas românicas: o Breathanach (influenciado pelo outro ramo céltico), o Judajca (influenciado pelo Hebraico), o Venédico, ou Wenedyk (influenciado pelo Polonês) e ainda o Xliponiano. 

## Exemplo
Pai Nosso:
Nustr Padr, ke sia i llo gel:
sia senghid tew nôn:
gwein tew rheon:
sia ffaeth tew wolont,
syrs lla der sig i llo gel.
Dun nustr pan diwrnal a nu h-eidd;
e pharddun llo nustr phechad a nu,
si nu pharddunan llo nustr phechadur.
E ngheidd rhen di nu in ill temp di drial,
mai llifr nu di'll mal.
Per ill rheon, ill cofaeth e lla leir es ill tew,
per segl e segl. Amen.